# Miguel Fernando González Mariño

Bischofswappen von Miguel Fernando González Mariño

Miguel Fernando González Mariño (* 25. Januar 1966 in Tunja, Kolumbien) ist ein kolumbianischer Geistlicher und römisch-katholischer Bischof von Espinal.

## Leben
Miguel Fernando González Mariño empfing am 1. August 1998 das Sakrament der Priesterweihe für das Bistum Santa Marta.
Am 11. Februar 2016 ernannte ihn Papst Franziskus zum Titularbischof von Boseta und zum Weihbischof in Ibagué. Die Bischofsweihe spendete ihm der Bischof von Santa Marta, Luis Adriano Piedrahíta Sandoval, am 12. März desselben Jahres. Mitkonsekratoren waren der Apostolische Nuntius in Kolumbien, Erzbischof Ettore Balestrero, und der Erzbischof von Ibagué, Flavio Calle Zapata.
Am 19. Dezember 2020 ernannte ihn Papst Franziskus zum Bischof von Espinal. Die Amtseinführung fand am 6. Februar des folgenden Jahres statt. Vom 21. Februar 2022 bis zum 25. März 2025 war Miguel Fernando González Mariño zudem Apostolischer Administrator des vakanten Bistums Garzón.